# Aka (Ungheria)
Aka è un comune dell'Ungheria di 291 abitanti (dati 2001). È situato nella contea di Komárom-Esztergom, nell'Ungheria settentrionale.